# Капур, Шекхар
Шекхар Капур (англ. Shekhar Kapur, хинди शेखर कपूर; род. 6 декабря 1945) — индийский кинорежиссёр, кинопродюсер, актёр и писатель. Номинант премии Золотой глобус в категории «Лучший режиссер» («Елизавета»). 

## Биография
Шекхар Капур родился в Лахоре, Британская Индия (ныне Пакистан). Отец, Кулбхушан Капур — доктор, мать, Шил Канта — актриса и журналистка. Начальное образование получил в Нью-Дели. Обучался в колледже святого Стефана. В 22 года Капур, чтобы угодить своим родителям, стал дипломированным бухгалтером.

## Карьера
Шекхар Капур начал свою карьеру, работая с мульти-национальными нефтяными компаниями. Он переехал в Великобританию в 1970 году и в течение нескольких лет работал бухгалтером и консультантом по вопросам управления.
Как актер Капур впервые появился в фильме «Jaan Hazir hai» (1975), а затем в «Toote Khilone» в Болливуде. Затем он появился в нескольких телевизионных сериалах. Капур сыграл камео в «Bandit Queen» как водитель грузовика. 
Международное признание пришло к Капуру в 1998 году после номинации его на премию Золотой глобус в категории «Лучший режиссер» за фильм «Елизавета».
В 2002 году Капур был обвинён британскими таблоидами в некорректном изображении английской армии в фильме «Четыре пера». Был судьей в реалити-шоу «India’s Got Talent».
В 2007 году на кинофестивале в Торонто состоялась премьера фильма Капура «Золотой век» с Кейт Бланшетт и Клайвом Оуэном в главных ролях. В 2009-м на экраны вышел киноальманах Капура «Нью-Йорк, я люблю тебя». 
8 марта 2023 года в российский прокат вышла романтическая комедия Капура «При чём тут любовь?». Главные роли в фильме исполнили Лили Джеймс, Шазад Латиф и Эмма Томпсон.

## Личная жизнь
Шекхар Капур был женат на певице и актрисе Сучитре Кришнамурти, имеет дочь Кавери. Они развелись в феврале 2007 года, но тем не менее продолжают жить по соседству из-за дочери.

## Избранная фильмография
- 1983 — Необдуманный шаг / Masoom
- 1987 — Мистер Индия / Mr. India
- 1994 — Королева бандитов / Bandit Queen
- 1998 — Елизавета / Elizabeta
- 2002 — Четыре пера / The Four Feathers
- 2007 — Золотой век / Elizabeth: The Golden Age
- 2009 — Нью-Йорк, я люблю тебя / New York, I Love You
- 2009 — Прохождение / Passage
- 2023 — При чём тут любовь? / What's Love Got to Do With It?